# Clube Náutico Marcílio Dias
Der Clube Náutico Marcílio Dias, in der Regel nur kurz Marcílio Dias genannt, ist ein Fußballverein aus Itajaí im brasilianischen Bundesstaat Santa Catarina.
Aktuell spielt der Verein in der vierten brasilianischen Liga, der Série D.

## Erfolge
- Staatsmeisterschaft von Santa Catarina: 1963
- Staatsmeisterschaft von Santa Catarina – 2nd Division: 1999, 2010, 2013
- Staatspokal von Santa Catarina: 2007, 2022, 2023
- Recopa Sul-Brasileira: 2007

## Stadion

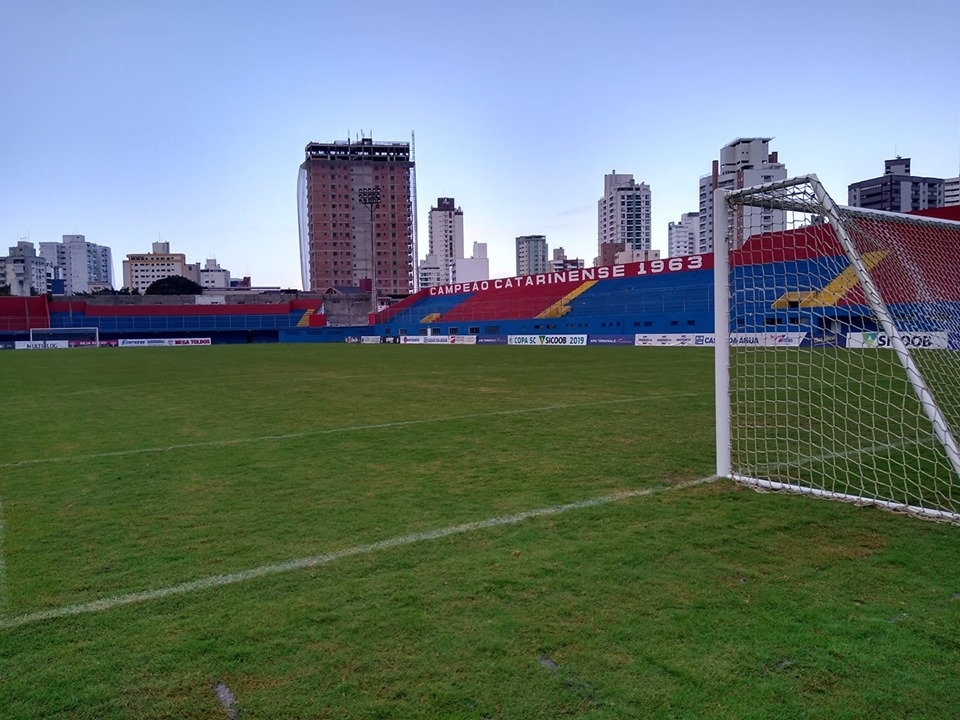
Estádio Doutor Hercílio Luz

Der Verein trägt seine Heimspiele im Estádio Doutor Hercílio Luz, auch unter dem Namen Gigantão das Avenidas bekannt, in Itajaí aus. Das Stadion hat ein Fassungsvermögen von 6010 Personen.

## Trainerchronik
Stand: 23. Juni 2021
| Trainer          | Nation    | von               | bis                |
| ---------------- | --------- | ----------------- | ------------------ |
| Claudio Silveira | Brasilien | 1. Juli 2008      | 30. Juni 2010      |
| Leandro Campos   | Brasilien | 27. Februar 2015  | 8. April 2015      |
| Paulo Foiani     | Brasilien | 3. September 2019 | 28. November 2019  |
| Moisés Egert     | Brasilien | 3. Dezember 2019  | 28. September 2020 |
| Waguinho Dias    | Brasilien | 1. Oktober 2020   | 3. Februar 2021    |
| Rogélio          | Brasilien | 8. April 2021     | heute              |